# Scepastocarpus peritheciiformis
Scepastocarpus peritheciiformis — вид грибів, що належить до монотипового роду Scepastocarpus.